# Jon Henrik Fjällgren
Jon Henrik Mario Fjällgren (Cali, Kolumbia, 1987. április 26.–) kolumbiai származású svéd–számi joika énekes.
Születése után árvaházba került. Innen fogadta örökbe egy svédországi számi család hat hónapos korában, és így került a Siida közösségbe Härjedalen tartományban. Rénszarvas-pásztorkodással foglalkozik. Több interjúban vallott róla, hogy fiatalon, kisiskolás korábban bántották bőrszíne miatt, és hogy eredetileg nem tartozik a számi közösségbe, de ezek a zaklatások megszűntek tinédzserkorában.
A helyi tradicionális dalokat kezdte énekelni, még maga a svéd királyi pár előtt is énekelt.
16 évesen kiadták első albumát: Onne vielle.
A 26 éves korában részt vett a svéd Talang Sverige 2014 versenyen, ahol szintén a hagyományos számi dalokat énekelte, és a versenyt meg is nyerte. A verseny díjaként szerzett pénzből a műsorban elhangzott dalokból adta ki következő lemezét.
Fjällgren részt vett a 2015-ös Melodifestivalenen, ahol a döntőben második helyezést érte el a Jag är fri (Manne Leam Frijje) című dalával. A 2017-es Melodifestivalenre Aniniával tér vissza, az En värld full av strider című dalukat adják elő, először a negyedik elődöntőben.

## Kapcsolódó szócikk
- Joika

1. ↑  Sveriges befolkning 2000, 2023. január 8., Fjellgren, Jon-Henrik Mario
2. ↑  Nils Johan Vars: «Dán jagáš sápmelaš 2023»: – Ledjen jáhkkit luđiin mun galggan dovddusin šaddat (északi számi nyelven), 2023. december 28. (Hozzáférés: 2024. december 25.)